# Microscópio eletrônico de varredura

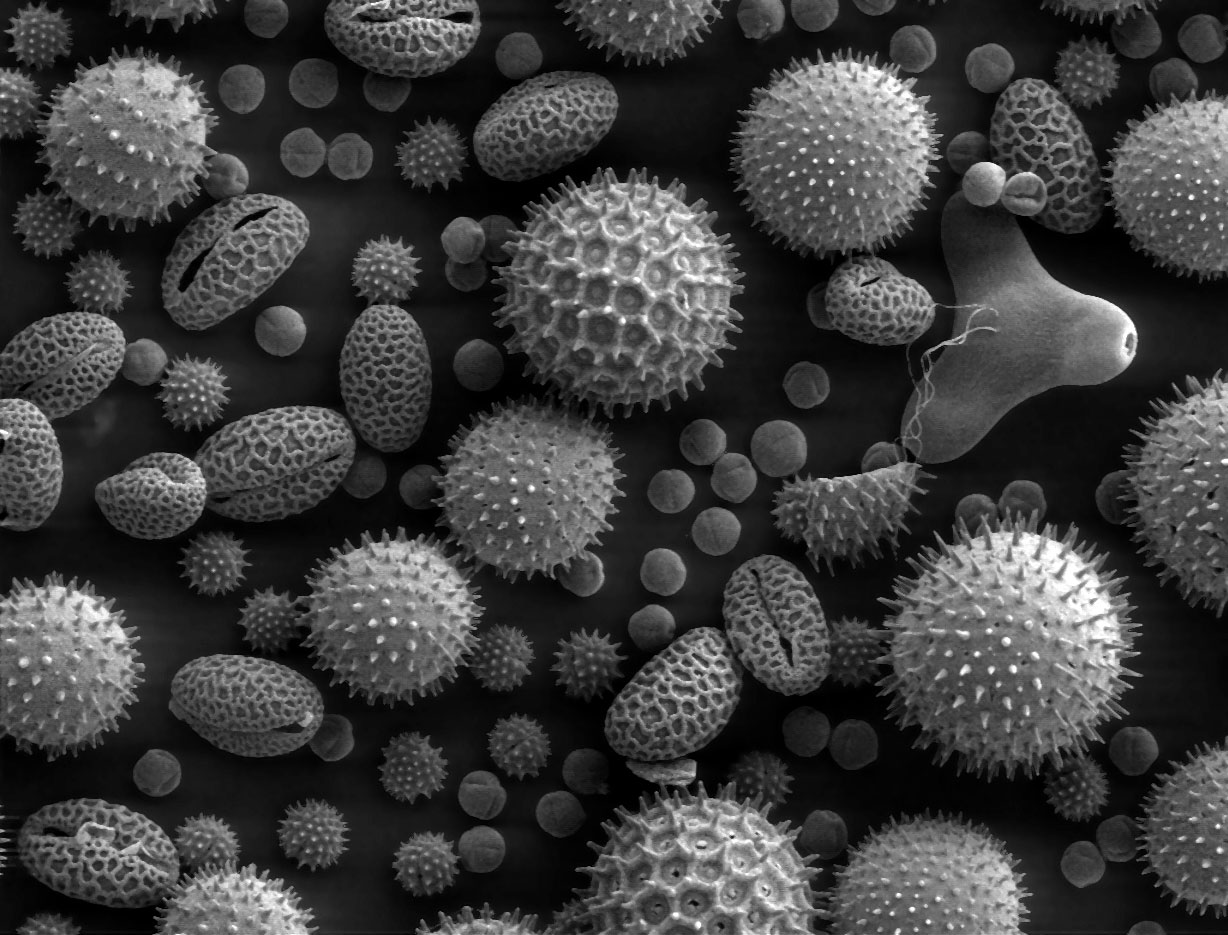
Estes grãos de pólen tomados em um MEV mostram a característica de profundidade de campo das micrografias de MEV

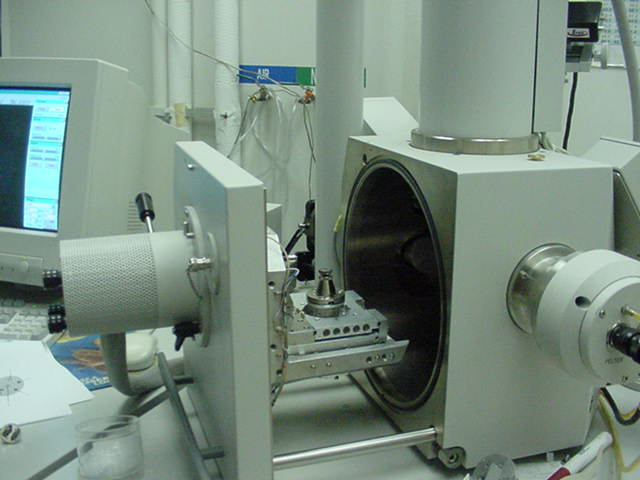
Câmara de amostras de um MEV aberta

O microscópio eletrônico de varredura (português brasileiro) ou microscópio eletrónico de varrimento (português europeu) (MEV) é um tipo de microscópio eletrônico capaz de produzir imagens de alta resolução da superfície de uma amostra. Devido à maneira com que as imagens são criadas, imagens de MEV têm uma aparência tridimensional característica e são úteis para avaliar a estrutura superficial da amostra. Além de avaliar os aspectos topográficos, essa técnica também é útil para verificar a composição e outras características do material que compõe as amostras.

## História[1]
Em meados do século XIX, os microscopistas haviam aceitado que não era possível resolver estruturas de menos de meio micrômetro com um microscópio óptico por causa da fórmula de Abbe, mas o desenvolvimento do tubo de raios catódicos estava prestes a mudar como olhavam para as coisas usando elétrons em vez de luz. Heinrich Hertz sugeriu que os raios catódicos eram uma forma de movimento ondulatório e Weichert, em 1899, descobriu que esses raios poderiam ser concentrados em um pequeno ponto pelo uso de um campo magnético axial produzido por um solenoide comprido. Mas foi somente em 1926 que Busch mostrou teoricamente que um solenoide curto converge um feixe de elétrons da mesma maneira que o vidro pode convergir a luz do Sol, que uma comparação direta foi feita entre feixes de luz e de elétrons. Busch provavelmente deveria, portanto, ser conhecido como o pai da ótica eletrônica.
Em 1931, os engenheiros alemães Ernst Ruska e Maximillion Knoll tiveram sucesso na ampliação e na imagem eletrônica. Este foi, em retrospecto, o momento da invenção do microscópio eletrônico, mas o primeiro protótipo foi realmente construído por Ruska em 1933 e foi capaz de resolver a 50 nm. Embora fosse primitivo e não fosse adequado para uso prático, Ruska foi reconhecido cerca de 50 anos ao receber o prêmio Nobel de Física. O primeiro microscópio eletrônico comercialmente disponível foi construído na Inglaterra pelo Metropolitan Vickers para o Imperial College, em Londres, e foi chamado de EM1 (microscópio eletrônico) embora nunca tenha ultrapassado a resolução de um bom microscópio óptico. Na Universidade de Toronto, em 1938, Eli Franklin Burton e os alunos Cecil Hall, James Hillier e Albert Prebus construíram o primeiro microscópio eletrônico no Novo Mundo. Este foi um instrumento eficaz e de alta resolução, cujo design levou ao que ficou conhecido como a gama de microscópios muito bem-sucedidos da Radio Corporation of America (RCA).

## Fundamentos[2]
O princípio de funcionamento do microscópio eletrônico de varredura consiste na utilização de um feixe de elétrons, guiado por um sistema de bobinas de deflexão, que "varre" a superfície da amostra ponto a ponto e transmite o sinal do detector a uma tela catódica. A varredura é sincronizada com aquela do feixe incidente.
A maioria dos instrumentos usa como fonte de elétrons um filamento de tungstênio aquecido, operando numa faixa de tensões de aceleração de 1 a 50 kV. O feixe é acelerado pela alta tensão criada entre o filamento e o ânodo. Em seguida, é focalizado sobre a amostra por uma série de três lentes eletromagnéticas.
O feixe, ao interagir com a amostra, produz elétrons e fótons que podem ser coletados por detectores adequados e convertidos em um sinal de vídeo. Quando o feixe primário incide na amostra, parte dos elétrons difunde-se e constitui um volume de interação, no qual os elétrons e as ondas eletromagnéticas produzidas são utilizados para formar as imagens.
As partículas e/ou as ondas eletromagnéticos resultantes da interação do feixe eletrônico com a amostra retornam à superfície da amostra e atingem o detector, sendo assim detectados. A resolução espacial depende da energia com que estas partículas ou raios atingem o detector, ou são por ele capturadas.
A imagem resulta da amplificação de um sinal obtido a partir da interação entre o feixe eletrônico e o material da amostra. Diferentes sinais podem ser emitidos pela amostra. Entre os sinais emitidos, os mais utilizados para obtenção de imagens são aqueles originários dos elétrons secundários e/ou dos elétrons retroespalhados, sendo que os elétrons retroespalhados possuem maior energia do que os elétrons secundários.

## Componentes[3][2]
O MEV convencional é formado pela coluna óptico-eletrônica (canhão de elétrons e sistema de demagnificação), do sistema de vácuo, da câmara de amostra e do sistema de detectores. 

### Coluna óptico-eletrônica
Nesta coluna encontra-se o canhão de elétrons, que gera os feixes de elétrons, as lentes que condensam e focam o feixe eletrônico, bobinas magnéticas de dupla deflexão que fazem o feixe percorrer sobre toda a superfície da amostra. Toda esta coluna deve ser mantida a vácuo, para evitar a interação do feixe de elétrons com moléculas como água e oxigênio.

### Canhão de elétrons
O canhão de elétrons é o responsável por emitir e acelerar o feixe de elétrons para que, ao atingir a amostra, esse feixe possa gerar um bom sinal. O modelo de canhão mais usado é formado por um filamento de tungstênio, que serve como cátodo, o cilindro de Wehnelt e o ânodo. O filamento de tungstênio é aquecido com a passagem de uma corrente elétrica com voltagem entre 200 V e 30 000 V que superaquece o filamento, provocando o efeito termoiônico de emissão de elétrons, que é quando os elétrons absorvem energia térmica suficiente para superar a barreira de energia que os prendem ao material. O cilindro de Wehnelt que envolve o filamento fica negativamente carregado repelindo os elétrons, focando-os no centro, formando assim o feixe. Além do filamento de tungstênio, existem também outros emissores como o Hexaboreto de lantânio (LaB6) (b) e o Canhão de emissão de campo (FEG) (c).

### Sistema de lentes
Fazem parte do sistema de lentes, três condensadoras, sendo a última chamada de objetiva. As duas primeiras condensadoras atuam no sentido de concentrar o feixe eletrônico o máximo possível, enquanto que a objetiva atua no sentido de reduzir aberrações esféricas. Essas lentes eletromagnéticas consistem em um cilindro de ferro com um orifício central por onde passa o feixe de elétrons, no interior da bobina envolvendo o orifício existem várias bobinas de cobre que circulam uma forte corrente elétrica quando o MEV está em atividade. Esta configuração cria um forte campo magnético no interior do canal, o qual é responsável pela demagnificação do feixe.

### Sistema de vácuo
É muito importante que o canal da coluna óptico-eletrônica e a câmara da amostra sejam um ambiente a vácuo, pois, se o feixe eletrônico entrar em contato com muitas moléculas, como as de água, pode acontecer um grande aumento da agitação (temperatura) destas devido à interação com o feixe eletrônico, o que pode acarretar danos à amostra e ao microscópio. Para se obter o vácuo necessário, normalmente se utiliza um conjunto de bombas mecânicas, uma para atingir o vácuo primário (10-3 Torr) e outra para o vácuo secundário (10-6 Torr).

### Câmara da amostra
É o espaço onde se coloca a amostra, sendo que a pressão é de aproximadamente 10-6 Torr. Nesta câmara, é possível deslocar a amostra nos três eixos (X, Y e Z), de modo que o feixe eletrônico possa percorrer toda a mostra, ponto a ponto. Assim, os elétrons refletidos como resultado da interação do feixe com a amostra em diferentes pontos acabam gerando sinais diferentes, os quais serão captados e analisados.

### Detectores
São os responsáveis por captar os diferentes sinais dos elétrons após incidirem na amostra e serem refletidos. Normalmente, são polarizados positivamente para acelerar e atrair os elétrons, transmitindo sinais através do fotomultiplicador aos amplificadores de sinais e aos processadores. Os elétrons são atraídos para o interior do detector devido à voltagem positiva da grade localizada na frente do detector. Dentro do detector, os elétrons são acelerados para um guia de luz de quartzo coberto com material cintilador. Esta aceleração resulta na emissão de fótons que percorrem o guia de luz até o fotomultiplicador, que produzirá uma corrente de elétrons, a qual será interpretada por um software que irá gerar a imagem.
Detector de elétrons secundários
O detector mais usado na microscopia eletrônica de varredura é o detector do tipo Everhart-Thornley (ET). Por apresentar voltagem positiva (+300 V) da grade localizada à frente do detector, os elétrons secundários são atraídos para dentro do equipamento. Já dentro do detector, tais elétrons são acelerados, o que culmina na emissão de fótons que vão em direção ao fotomultiplicador, resultando em uma corrente de elétrons. O pulso amplificado gera um ponto na tela de TRC (tubos de raios catódicos). 
Detector de elétrons retroespalhados
Há dois tipos comerciais de detector sendo utilizados em MEV: o de estado sólido (mais moderno) e o de Robinson, que faz uso de um cintilador para detecção de elétrons retroespalhados. O detector de elétrons retroespalhados separa as informações de topografia e composição. As imagens produzidas por ele apresentam facilidade de interpretação por equipes não especializadas.

## Formação e interpretação da imagem[2][6]
Utilizar um microscópio eletrônico de varredura (MEV) para analisar quaisquer tipos de materiais e amostras biológicas requer a compreensão de diversos parâmetros originados na interação do feixe de elétrons com o objeto a ser analisado. Ou seja, a interação elétron-amostra é fundamental para que seja possível interpretar diversos dados que serão produzidos a partir desse fenômeno, por exemplo: potencial eletrostático, composição e topografia. Por fim, a interpretação depende da compreensão dos fenômenos físicos envolvidos nessas interações.
Quando o feixe primário interage com a amostra, os elétrons perdem energia por dispersão e absorção em um volume em forma de gota, conhecido como volume de interação, o qual se estende de menos de 100 nm até em torno de 5 µm para dentro da superfície da amostra. O tamanho do volume de interação depende da energia dos elétrons, do número atômico dos átomos da amostra e da densidade da amostra. A interação entre o feixe de elétrons e a amostra resulta na emissão de elétrons secundários, elétrons retroespalhados, elétrons Auger, raios X Bremstralung, raios X característicos, radiação eletromagnética na região do infravermelho, do visível e do ultravioleta, fônons além de causar aquecimento da amostra.

### Interações entre elétron e amostra
O feixe de elétrons produzido irá interagir com os átomos presentes na superfície da amostra. Esse evento poderá alterar tanto a direção do elétron, quanto o módulo de sua velocidade. Essa interação poderá ocorrer entre o núcleo atômico e o elétron. Quando esse for o caso, temos o espalhamento Rutherford que está relacionado com a força de Coulomb (que é proporcional ao número atômico Z). Há outro aspecto físico relevante nesse fenômeno: a grande diferença entre as massas eletrônicas e a nucleares. Essa diferença evidencia uma alta inércia referente ao núcleo atômico e isso irá fazer com que ele fique praticamente inerte frente à interação com o elétron, gerando uma colisão elástica, que gera alterações na direção do elétron, porém não muda sua velocidade. 
Além de considerar a presença do átomo, devemos considerar a presença de outros elétrons na eletrosfera desse átomo, que podem interagir com o elétron primário emitido pelo canhão de elétrons. As interações entre os dois elétrons podem gerar um padrão de espalhamento inelástico, tendo em vista que a colisão pode excitar as partículas presentes no átomo que poderão percorrer o material e colidir com outras partículas de forma inelástica. Com isso, poucos elétrons que colidiram com o material irão ser liberados. 
O padrão físico que rege a profundidade de penetração de um elétron no material está relacionado com a composição do material e com como ela interfere nos tipos de colisões realizadas pelos elétrons. O primeiro fator é a influência do número atômico (Z) no tipo de espalhamento oferecido pelo material, sendo que um valor alto de Z está ligado a uma maior probabilidade de ocorrência de colisões inelásticas. Além disso, o valor de Z também interfere na penetrabilidade da partícula no objeto, já que, quando Z é baixo, observa-se uma alta penetração dos elétrons. Por fim, a energia com a qual o elétron é emitido interfere na profundidade de penetração dos elétrons, visto que um valor alto de energia irá intensificar a infiltração dos elétrons.

### Diferenças entre MET e MEV
Antes de explicitar as grandes diferenças entre esses dois tipos de microscopia, deve-se analisar como os dados serão detectados. Quando o feixe eletrônico atingir a amostra ele irá interagir com ela, gerando vários padrões excitatórios. Essa interação terá como resultado elétrons secundários e elétrons retroespalhados e serão esses os elétrons que serão captados pelo detector dos sinais. Além disso, isso resultará numa ionização do átomo que foi atingido por elétrons primários e esse desbalanço de cargas é uma causa da geração de raios X contínuos (radiação de desaceleração) na amostra.
A partir disso, podemos diferenciar a microscopia eletrônica de transmissão (MET) da microscopia eletrônica de varredura (MEV). O principal fator que diferencia as duas formas de microscopia é o preparo das amostras, já que, na MET, a amostra é extremamente fina e, com isso, os elétrons conseguem facilmente atravessar a amostra interagindo levemente com ela, as imagens no MET são geradas a partir da difração produzida pelo contato entre o elétron primário e o material a ser analisado. Por outro lado, na MEV, ocorre uma desaceleração total dos elétrons que atingem a amostra, visto que essa técnica é útil para se obter uma topografia do objeto de estudo. Os principais sinais produzidos pela MEV que serão úteis para analisar a amostra são os elétrons secundários (ES) e os elétrons retroespalhados (ERE).

### Imagem gerada por elétrons secundários
Os elétrons secundários, que são produzidos a partir de interações inelásticas, representam a classe de dados mais utilizada para analisar amostras na microscopia eletrônica de varredura. Apesar disso, a definição de elétrons secundários é praticamente numérica, visto que elétrons emitidos com energia inferior a 50 eV recebem essa classificação.
Durante o choque entre as partículas emitidas e a amostra, pode-se perceber que a grande maioria dos elétrons secundários que são emitidos possuem baixa energia, tendo em vista a grande diferença de energia entre os elétrons primários emitidos e os elétrons presentes na amostra, uma boa parcela da energia é dissipada. O que exemplifica isso é o fato de que a grande maioria dos elétrons secundários emitidos possui uma energia entre 2 eV e 5 eV. Além disso, a porcentagem de ES emitidos em relação à quantidade de elétrons primários que chegam à amostra (δ) aumenta conforme a energia dos elétrons primários diminui.

#### Profundidade de escape
Quando os elétrons primários atingem a amostra, dois tipos de elétrons secundários são formados, ESI e ESII. O ESI diz sobre aqueles que foram produzidos mais próximos da superfície do material, esse grupo de elétrons possui uma maior chance de conseguir escapar e atingir o detector de sinais e, por isso, possuem uma alta resolução. O ESII diz sobre aqueles que foram produzidos numa região mais profunda do material e, como estão mais distantes, provavelmente não irão possuir energia suficiente para escapar do material, tendo em vista a distancia física aumentada e a barreira de potencial superficial (função trabalho). Vale lembrar que o ESII é produzido a partir de elétrons produzidos em regiões mais profundas, mas que atingiram átomos presentes em camadas mais superficiais, eles revelam informações sobre os elétrons retroespalhados e são de baixa resolução.
Portanto, os elétrons mais importantes para o microscopista são os ESI que possuem alta resolução, algo fundamental para a formação de imagens nítidas, e para produzir uma maior quantidade desse tipo de elétron, requer uma emissão de baixa energia pelo canhão de elétrons.
Para qualificar essa profundidade de escape, é necessário verificar algumas características do tipo de material que está sendo analisado pela amostra. Por exemplo, a profundidade de escape de metais é menor que a profundidade de escape de isolantes. Isso se deve ao fato de os metais possuírem muitos elétrons livres em sua totalidade e, por isso, acabam reemitindo essas partículas com muita facilidade.

#### Resolução da imagem
Quando o objeto de estudo da microscopia eletrônica de varredura está na superfície da amostra o que necessitamos para formar a imagem são os elétrons secundários presentes nessa região do objeto. Para intensificar a qualidade da resolução para amostras biológicas, é necessário utilizarmos um feixe de elétrons com uma menor quantidade de energia, já que a principal função desse microscópio para uso nas áreas biológicas é a obtenção de um mapeamento topográfico da estrutura a ser analisada. Porém, caso essa técnica seja utilizada para a compreensão de outros tipos de materiais, como minérios, talvez seja mais importante utilizar feixes eletrônicos com mais energia envolvida, porque os elétrons secundários provenientes de camadas mais profundas carregam mais informações sobre a composição desse material e isso pode ser importante durante a microanálise envolvendo.

#### Detecção de elétrons
A detecção desses elétrons funciona a partir de uma diferença de potencial eletrostático que atrai as partículas até o detector. Um detector, como o de Everhart-Thornley (ET), possui um isolamento elétrico do resto do microscópio e acumula em sua grade um potencial de +300 eV e com isso os elétrons secundários são atraídos, visto que possuem uma energia inferior a 50 eV. Quando esses elétrons penetram o detector eles são acelerados até o cintilador com a partir de uma voltagem de +10kV que fora colocada num filme de alumínio sobre o cintilador. Esse alto potencial existe para fazer com que os elétrons possuam a energia necessária para produzir fótons de luz ao chegar ao seu destino. Cada fóton de luz produzido será direcionado ao fotomultiplicador, onde será transformado em um sinal elétrico que será amplificado em até 100 milhões de vezes.
Além disso tudo, é possível permitir somente a entrada dos elétrons retroespalhados, para isso, basta alterarmos o potencial da grade para -200 eV, assim todos os elétrons secundários serão repelidos e os ERE serão absorvidos mesmo assim, porque possuem uma energia muito alta. O problema dessa técnica é o baixo contraste da imagem que surge por causa da baixa resolução envolvida nesses elétrons.

#### Formação de contraste
A compreensão do mecanismo de contraste é muito importante para que seja possível interpretar os dados contidos na imagem e assim programar o sistema do microscópio para renderizar uma imagem. Esse mecanismo sofre diversas influências.
Primeiramente, ele sofre influência da topografia do material, quando o feixe de elétrons atinge uma superfície de forma perpendicular, não são obstruídos quando se direcionam ao detector e, portanto, são captados em uma taxa de quase 100%. Já quando o feixe atinge a amostra numa região de topografia mais irregular, muitos dos elétrons podem ser reabsorvidos pela amostra, tudo isso depende da posição do detector. Em regiões voltadas para o detector elas terão uma coloração mais clara e as regiões mais escondidas do detector serão coloradas com um aspecto mais escuro, já que a intensidade do sinal produzido por elas é inferior.
Outro aspecto que influencia esse mecanismo é a inclinação da superfície. Essa inclinação possui uma relação de proporcionalidade com a quantidade de emissão de elétrons. O ângulo φ presente entre a normal da superfície e o feixe de elétrons possui um valor diretamente proporcional à emissão de elétrons secundários. A partir dessa relação de proporcionalidade, pode-se afirmar que os melhores ângulos para obter uma imagem viável estão situados na faixa de 30° e 45º.
Esse mecanismo sofre de outra influência, que é o efeito das bordas do material que possui uma influência mecânica, já que essa região fornecer um maior volume de interação e isso irá providenciar uma formação em maior quantidade de elétrons secundários e é por causa disso que elas podem ter uma coloração mais clara, como foi sintetizado logo acima.
Além disso, há o contraste de composição que relata um contraste interpretativo entre os três subtipos de elétrons secundários: ESI, ESII e ESIII.
- Os elétrons do tipo I ditam sobre a topografia do material;
- Os elétrons do tipo II informam dados sobre a composição química do material;
- Os elétrons do tipo III são apenas consequências da interação do feixe eletrônico com estruturas presentes no microscópio.

A proporção dos tipos de elétrons transmitidos depende, principalmente do número atômico do material da amostra, já que materiais com baixos valores de número atômico apresentam uma proporção maior de ESI do que de ESII. Para amostras de carbono a proporção entre os dois subtipos é de 87%, já para amostras com cobre é de cerca de 50%.
Por fim, o último aspecto a ser analisado é o contraste de voltagem e carregamento. Esse contraste busca analisar a força com que os elétrons estão sendo atraídos até o detector, dependendo da sua proximidade com ele, a força pode ser mais ou menos intensa e, assim o sistema operacional pode utilizar esses dados para auxiliar na formação da imagem. Porém, esse contraste de voltagem também possui um efeito indesejado, chamado de carregamento, que pode causar desde artefatos na imagem, até defeitos que tornem sua formação irreconhecíveis. O carregamento, como dita o nome, trata do acúmulo de cargas em regiões não condutoras da superfície e irá produzir uma certa escuridão nessas áreas. Para contornar esse fenômeno indesejável deve-se recobrir a amostra com uma fina camada de material condutor (Au e Pd por exemplo). 

## Preparação das amostras no MEV[2]
Diversos métodos de preparação de misturas já foram descritos, de modo a apresentar bons resultados na observação de diversos tipos de materiais, sejam eles biológicos ou não. Em um primeiro momento, é importante destacar que devido a uma grande quantidade de água em amostras biológicas, elas necessitam de um processamento mais complexo. Poucos são os materiais biológicos que não apresentam uma grande porcentagem de água em sua composição, e somente esses, além dos não biológicos, que podem ser observados com um tratamento preliminar mínimo.

### Processamento geral das amostras no MEV

#### Corte e manuseio das amostras
Para se ter uma visualização mais fidedigna à realidade da amostra no meio, é importante que a preparação evite causar qualquer tipo de modificação nas amostras que possa gerar alguma avaliação ou interpretação diferente da realidade. Para isso, as amostras devem possuir uma dimensão mínima. Além disso, deve ser evitado o manuseio das amostras com pinças, a fim de evitar qualquer tipo de dano ao material. Assim, deve-se preferir o uso de pincéis finos para objetos secos e um conta-gotas para transferir peças em um meio líquido.

#### Estabilização das amostras
Geralmente por fixação química, mantendo a integridade da amostra e tornando-as condutoras. Além disso, no fixador são ajustadas a sua concentração, o seu pH, sua molaridade, entre outros fatores, que variam de acordo com o material que se quer analisar. Geralmente, a amostra é imersa no fixador, sendo deixada em repouso em imersão de horas a dias, a depender do grau de rigidez que se quer dar à amostra. 

#### Desidratação e secagem das amostras
Após ser fixado, o espécime é desidratado com acetona ou etanol, os quais são posteriormente substituídos por gás carbônico liquefeito, na câmara do aparelho de ponto crítico. O gás carbônico líquido é aquecido de maneira gradual até passar completamente para a fase gasosa. O gás expande dentro da câmara e, essa expansão, faz a pressão subir até acima de sua pressão crítica, correspondente a 73 atm. Ademais, é necessário manter a temperatura da câmara acima de 31º C, a fim de não haver risco de liquefação do gás. 
Durante essa transição, a densidade da fase líquida se iguala à densidade da fase gasosa. Assim, a tensão superficial é zero e o espécime é seco sem a ultrapassagem de nenhum limite de fases. Posteriormente à despressurização lenta da câmara até à pressão atmosférica, o espécime é removido seco da câmara, sem alterações em sua forma.

#### Montagem e cobertura das amostras
O espécime precisa ser montado no stub, considerando a melhor orientação em relação ao feixe de varredura e o coletor de elétrons secundários. Vale ressaltar que espécimes secos são extremamente frágeis, fato que faz com que eles necessitem de muita delicadeza para a sua montagem. Além disso, a amostra deve ser recoberta por uma substância condutora, que é geralmente composta por ouro ou carbono, evaporados em vácuo.  
Posteriormente à montagem, irá ocorrer a cobertura da amostra com metal. A importância dessa etapa se dá no aumento da condutividade da superfície da amostra por meio de uma fina camada de metal, dando-se preferência ao ouro ou ao ouro-paládio. A deposição do metal ocorre pelo método da evaporação, conhecido como "sputtering". Nessa etapa, o metal é removido de um eletrodo, por meio do bombardeamento de íons pesados de argônio, se depositando em todas as proeminências e reentrâncias da amostra. Embora existam outros métodos de deposição, como a evaporação térmica em alto vácuo, o método de "sputtering" é o mais eficaz deles. Alguns metais ainda necessitam de outra cobertura adicional, como a de carbono. Terminado o processo de metalização, a amostra estará pronta para ser visualizada no MEV.

#### Conservação das amostras
As amostras, logo após serem preparadas, devem ser fotografadas imediatamente no MEV. Caso seja necessário, elas podem ser conservadas em um dissecador por algum tempo, o qual contém sílica-gel. Contudo, nessa conservação, fitas adesivas usadas na montagem podem apresentar instabilidade, uma vez que elas tendem a se retrair.
A fim de obter uma melhor imagem, é necessário ter cuidado com o alinhamento correto das lentes e do canhão, do ajuste do foco, da compensação do astigmatismo, entre outros fatores. A fotografia é, muitas vezes, feita em negativos, os quais possuem uma dimensão relativamente menor que o visor onde há a formação da imagem. Desse modo, percebe-se que a qualidade do filme, velocidade da varredura, brilho e contraste são importantes para a qualidade da imagem. 
Ademais, é importante ressaltar que no MEV há a possibilidade de manipulação dos sinais de vídeo. A partir dessa manipulação é possível alterar a intensidade luminosa, gerando efeitos de contrate diferenciados. 

### Processamento geral para amostras de tecidos animais e vegetais
A utilização do glutaraldeído como fixador para microscopia eletrônica pode ser recomendada para a maioria dos tecidos animais e vegetais, devido às suas propriedades de penetração e por precipitar prontamente as substâncias proteicas da célula, assegurando ótima preservação da ultraestrutura.
Partículas soltas, secas como, por exemplo grãos de pólen desidratados e esporos, são de preparo simples: basta fazer uma seleção sob lupa e dispersar o material, com orientação aleatória sobre uma fita adesiva. Este procedimento permite que sejam efetuadas análises em várias orientações do material.
Basicamente, o procedimento usual segue a ordem: fixação/desidratação/ secagem pelo método do "ponto crítico" e envolve as seguintes etapas:
1. Fixação das amostras (1 a 5 mm3) durante 2 h até 24 h ou mais.
2. Pós-fixação em 1 ou 2% OsO4 tamponado, durante 1 h.
3. Lavagem novamente em solução tampão.
4. Transferência das amostras, lavadas, para cestas permeáveis do aparelho de ponto crítico.
5. Desidratação em banhos duplos de álcool (ou acetona): 30, 50, 70, 80, 95% e 100% de concentração. Várias trocas são necessárias para assegurar remoção completa da água.
6. Secagem das amostras no aparelho de ponto crítico, usando gás carbônico.

### Processamento de materiais
O processamento de materiais, ou seja, amostras não-biológicas, é relativamente fácil pois dispensa preparações prévias. Neste caso, não são utilizadas soluções fixadoras nem é realizado a eliminação de líquido por meio do aparelho de ponto crítico. O requisito obrigatório constitui-se na necessidade de que a amostra coletada seja o mais representativo das condições estáveis do material a ser examinado. Devem ser evitados desgastes por atrito, contaminações por líquidos e poeiras. Após a coleta da amostra, essa deve ser fixada ao stub por meio de fita adesiva apropriada. Posteriormente é realizado o processo de metalização.

## Modificações[8][9]

### Microscopia eletrônica de varredura convencional
Este é o tipo mais comum de equipamento. Ocorre a irradiação da superfície da amostra, onde os sinais elétricos produzidos são traduzidos na forma de imagem . O equipamento necessita de alto vácuo na região da geração do feixe e na câmara da amostra.
Esse tipo de microscópio exige uma amostra condutora seca e metalizada, pois somente amostras eletricamente condutoras são capazes de escoar a carga elétrica incidida pelo feixe de elétrons. A amostra deve ser capaz de suportar um alto vácuo. 
Este tipo de equipamento é utilizado para obtenção de imagens de rotina, usando elétrons secundários ou elétrons retroespalhados.

### Microscopia eletrônica de varredura de baixo vácuo (LVSEM)
Este tipo de microscopia funciona basicamente como um MEV convencional, mas possui um modo diferencial de baixo vácuo (LV), no qual a pressão pode ser ajustada na câmara da amostra até o artefato do "carregamento de elétrons" seja removido a partir da imagens. Pode ser utilizado para obter imagens da superfície de amostras não condutoras, já que as amostras não podem ser metalizadas.
O artefato do carregamento de elétrons antes mencionado é o resultado do feixe de elétrons agindo na superfície da amostra. Elétrons extras saltam a partir da amostra de forma imprevisível, fazendo com que surjam linhas e manchas na imagem. Além disso, a descarga desses elétrons imprevisíveis repele o feixe, causando saltos na imagem ou o aparecimento de manchas pretas.
O uso de microscopia eletrônica de varredura de baixo vácuo é útil para a visualização de polímeros, amostras biológicas, e amostras que não podem sofrer alteração. Pode ser utilizado, também, para liofilizar a amostra, procedimento o qual funciona melhor em amostras hidratadas de integridade estrutural.
Nessa configuração é possível evitar o carregamento da superfície da amostra e obter micrografias com contraste composicional e de topografia. 

### Microscopia eletrônica de varredura criogênico (Cryo-SEM)
O microscópio crio-eletrônico de varredura permite a visualização de amostras que encontram-se no estado congelado. Esse diferencial é útil na visualização direta de amostras hidratadas , em geral amostras biológicas que são delicadas; hidrogéis, alimentos, biofilmes, espumas, gorduras e ceras, suspensões, produtos farmacêuticos e nanopartículas. 
A amostra pode ser congelada fora da máquina e, em seguida, inserida no seu estado congelado, ou colocado na máquina em estado congelado e descongelado mais lentamente na máquina. É possível obter imagens por elétrons secundários (SE) ou elétrons retroespalhados (BSE). As amostras congeladas também pode ser fraturadas ou cortado durante a preparação para revelar as estruturas internas.

### Microscópio eletrônico de varredura com feixe focado de íons
Esta tecnologia envolve o uso de um feixe de íons de gálio sobre o material a ser analisado. O feixe é focado para uma sonda de tamanho extremamente fino (<10 nm) na superfície de uma amostra. Os íons se chocam contra a superfície do material e provocam a formação de elétrons secundários. Os sinais são então coletados para gerar uma imagem.
Essa ferramenta permite que as amostras analisadas possam ser observadas com o feixe de elétrons juntamente com o feixe de íons sem danificar a superfície da amostra, pois são instrumentos de feixe duplo.O FIB pode ser utilizado, também, para criar amostras extremamente finas de um material para que possa ser visualizados por outras técnicas, tais como microscopia eletrônica de transmissão.

### Microscópio eletrônico de varredura ambiental (ESEM)
Esse tipo de microscopia é uma excelente ferramenta para análise de biomateriais e sistemas biológicos, pois não necessitam da preparação requerida para a técnica convencional. O ESEM é projetado para análises de  amostras em seu estado natural. A temperatura da amostra e a pressão de vapor da câmara podem ser controladas, permitindo que as amostras sejam aquecida, resfriadas, umedecidas ou secas. 
Pode ser realizado o controle da umidade relativa no interior da câmara ,permitindo que experimentos dinâmicos possam ser realizados em amostras úmidas em tempo real, por aquecimento em um estágio especializado até a 1500 °C. As amostras podem ser visualizadas enquanto estes processos estão ocorrendo. A determinação da dinâmica de fusão de materiais;  da dinâmica de cristalização em processos biológicos, como por exemplo o crescimento de um tubo de pólen em tempo real através de molhamento de pólen, são exemplos de aplicações dessa ferramenta.

### Microscópio eletrônico de varredura a baixa voltagem (MEVBV)
Trabalhando com elétrons de baixa energia (na faixa de 1 keV), um microscópio eletrônico de varredura a baixa voltagem, recentemente desenvolvido, dispensa a etapa de metalização da amostra e permite a observação direta da estrutura lamelar de polímeros semicristalinos, sem a necessidade de preparação da amostra, podendo a estrutura superficial do polímero ser investigada diretamente em alta resolução. Para a obtenção dos melhores tem-se trabalhado com amostras na forma de filmes semifinos (espessuras na faixa de mm), dado que, para este caso, o recobrimento para condutividade elétrica pode ser dispensado, oferecendo acesso direto à superfície original da amostra. Outra vantagem é a facilidade com que uma determinada região de interesse na amostra pode ser selecionada e localizada em baixo ampliação. Desta maneira, por exemplo, esferulitos podem ser fotografados primordialmente num microscópio ótico, e identificados posteriormente no microscópio eletrônico para um estudo mais detalhado de sua estrutura lamelar.